# Hemiptilocera
Hemiptilocera is een geslacht van vlinders van de familie snuitmotten (Pyralidae), uit de onderfamilie Phycitinae.

## Soorten
- H. bigrana Zeller, 1881
- H. chionographella Ragonot, 1888
- H. exoleta Zeller, 1881
- H. jocarella Schaus, 1913
- H. letharda Schaus, 1922
- H. plumigerella Ragonot, 1888